# Żołnierz królowej Madagaskaru (film 1958)
Żołnierz królowej Madagaskaru – polska komedia muzyczna z 1958 roku w reżyserii Jerzego Zarzyckiego, na podstawie farsy Stanisława Dobrzańskiego i Juliana Tuwima. To druga adaptacja tego dzieła. Pierwsza została dokonana w 1939 roku również przez Jerzego Zarzyckiego, lecz zaginęła po wojnie. Jeden z pierwszych polskich pełnometrażowych filmów kolorowych.
Plenery: Łazienki Królewskie w Warszawie.

## Treść
Nieśmiały adwokat z Radomia, Saturnin Mazurkiewicz, przybywa do stolicy. Zamierza starać się o rękę Sabiny Lemięckiej, wychowanicy państwa Mąckich, która jednak podkochuje się potajemnie w synu swoich opiekunów – Władysławie. Władzio Mącki nie zwraca jednak uwagi na skromną panienkę, gdyż sam kocha się w diwie kabaretowej Kamilli. Na prośbę państwa Mąckich, mecenas Mazurkiewicz osobiście udaje się za kulisy teatrzyku, by wyrwać młodzieńca z rąk niebezpiecznej uwodzicielki, jednak na miejscu sam ulega jej czarowi.

## Obsada aktorska
- Anna Łubieńska – Kamilla
- Tadeusz Fijewski – Saturnin Mazurkiewicz
- Barbara Kwiatkowska – Sabinka Lemięcka
- Ignacy Gogolewski – Władek Mącki
- Irena Kwiatkowska – Aniela Lemięcka, matka Sabinki
- Halina Drohocka – Marcjanna Mącka, matka Władka
- Andrzej Szczepkowski – Władysław Mącki, stryj Władka
- Jarema Stępowski – Grzegorz, lokaj Mąckich
- Jadwiga Barańska – pani jedząca ciastko w „Arkadii”